# Dobrodružství Sherlocka Holmese
Dobrodružství Sherlocka Holmese (anglicky The Adventures of Sherlock Holmes) je soubor 12 povídek britského autora sira Arthura Conan Doyla. Hlavními hrdiny jsou dr. Watson a Sherlock Holmes. Soubor vyšel uceleně poprvé v roce 1892.

## Seznam povídek
- Skandál v Čechách (A Scandal in Bohemia)
- Spolek ryšavců (The Red-headed League)
- Případ identity (Case of Identity)
- Záhada Boscombského údolí (The Boscomble Walley Mystery)
- Pět pomerančových jadérek (The Five Orange Pips)
- Ohyzdný žebrák (The Man with the Twisted Lip)
- Modrá karbunkule (The Adventure of the Blue Carbuncule)
- Strakatý pás (The Adventure of the Speckled Band)
- Inženýrův palec (The Adventure of the Engineer's Thumb)
- Urozený ženich (The Adventure of the Noble Bachelor)
- Berylová korunka (The Adventure of the Beryl Coronet)
- Dům U měděných buků (The Adventure of the Copper Beeches)